# Mộng Lân (nhạc sĩ)
Mộng Lân (1934-2001), tên khai sinh là Nguyễn Ngọc Lân, là nhạc sĩ người Việt Nam. 

## Tiểu sử[1][2]
Mộng Lân tuy được sinh ra tại Phú Thọ, nhưng lại có quê là Thạch Nham, Thanh Oai, Hà Nội. Ông từng là đoàn viên của Đoàn Thiếu nhi nghệ thuật do nhạc sĩ Lưu Hữu Phước phụ trách. Và chính ở đây, Mộng Lân có những sáng tác đầu tay là các ca khúc thiếu nhi. Vào năm 1957, người nhạc sĩ quê Hà Nội trở thành một biên tập viên âm nhạc của Đài phát thanh Tiếng nói Việt Nam. Ngoài ra, ông còn góp phần xây dựng những đội đồng ca thiếu nhi và sáng tác những bài hát cho đối tượng này. Có thể kể đến ở đây như Sơn ca ở Hà Nội, Vàng anh ở Nam Định.

## Phong cách sáng tác[2]
Các sáng tác chủ yếu của Mộng Lân đó là các ca khúc. Tuy vậy, những thể loại khác của ông cũng đáng nói bởi chúng thể hiện ngôn ngữ âm nhạc trẻ trung, thanh thoát và mang âm hưởng dân gian.

## Các sáng tác[1][3]

### Ca khúc
- Chơi đu (1949)
- Quê em bừng sáng (1956)
- Tấm ảnh Bác Hồ (1957)
- Em là mầm non của Đảng (1958)
- Hái búp chè xanh (1958)
- Tiếng hát ngày hè (1958)
- Ngày chủ nhật (1959)
- Ngợi ca anh Giải phóng quân miền Nam (1960)
- Những cánh chim hòa bình (1960)
- Bạn của chúng ta khắp bốn phương trời (1961)
- Chiến thắng sông Gianh (1964)
- Nguyễn Bá Ngọc-người thiếu niên dũng cảm (1965)
- Tuổi nhỏ đất nước anh hùng (1967)
- Em đang sống những ngày vẻ vang (1968)
- Những cánh chim địa chất (1968)
- Niềm vui người chiến sĩ quân y (1969)
- Huế trong tim Hà Nội (1970)
- Cất cánh bay là chiến thắng (1972)
- Cô giáo miền xuôi
- Lời ca đất nước (1973)
- Đoàn tàu nhỏ xíu
- Sáng thứ hai
- Hát vang bài ca toàn thắng (1975)
- Đu quay
- Tổ quốc ta
- Mùa xuân-tuổi thơ-ước mơ (1975)
- Mùa thu cờ bay (1977)
- Lớp chúng ta đoàn kết
- Là con mèo
- Niềm vui của mẹ
- Em là Đoàn viên tương lai (1983)
- Buổi sáng trên thành phố Bác Hồ (1985)

### Khác
Như nói ở trên, Mộng Lân còn viết một số thể loại khác như nhạc cho phim thời sự, hoạt họa.